# Макино, Сёдзо (пловец)
Сёдзо Макино (яп. 牧野 正蔵 Макино Сё:дзо:, 15 мая 1915 года — 12 февраля 1987 года) — японский пловец, призёр Олимпийских игр.
Сёдзо Макино родился в 1915 году в префектуре Сидзуока, окончил Университет Васэда.
30 августа 1931 года, ещё будучи учащимся средней школы, Сёдзо Макино установил мировой рекорд в плавании на 800 м вольным стилем. В 1932 году на Олимпийских играх в Лос-Анджелесе он завоевал серебряную медаль на дистанции 1500 м вольным стилем, а в 1936 году на Олимпийских играх в Берлине — бронзовую медаль на дистанции 400 м вольным стилем.